# 鳥取砂丘情報館

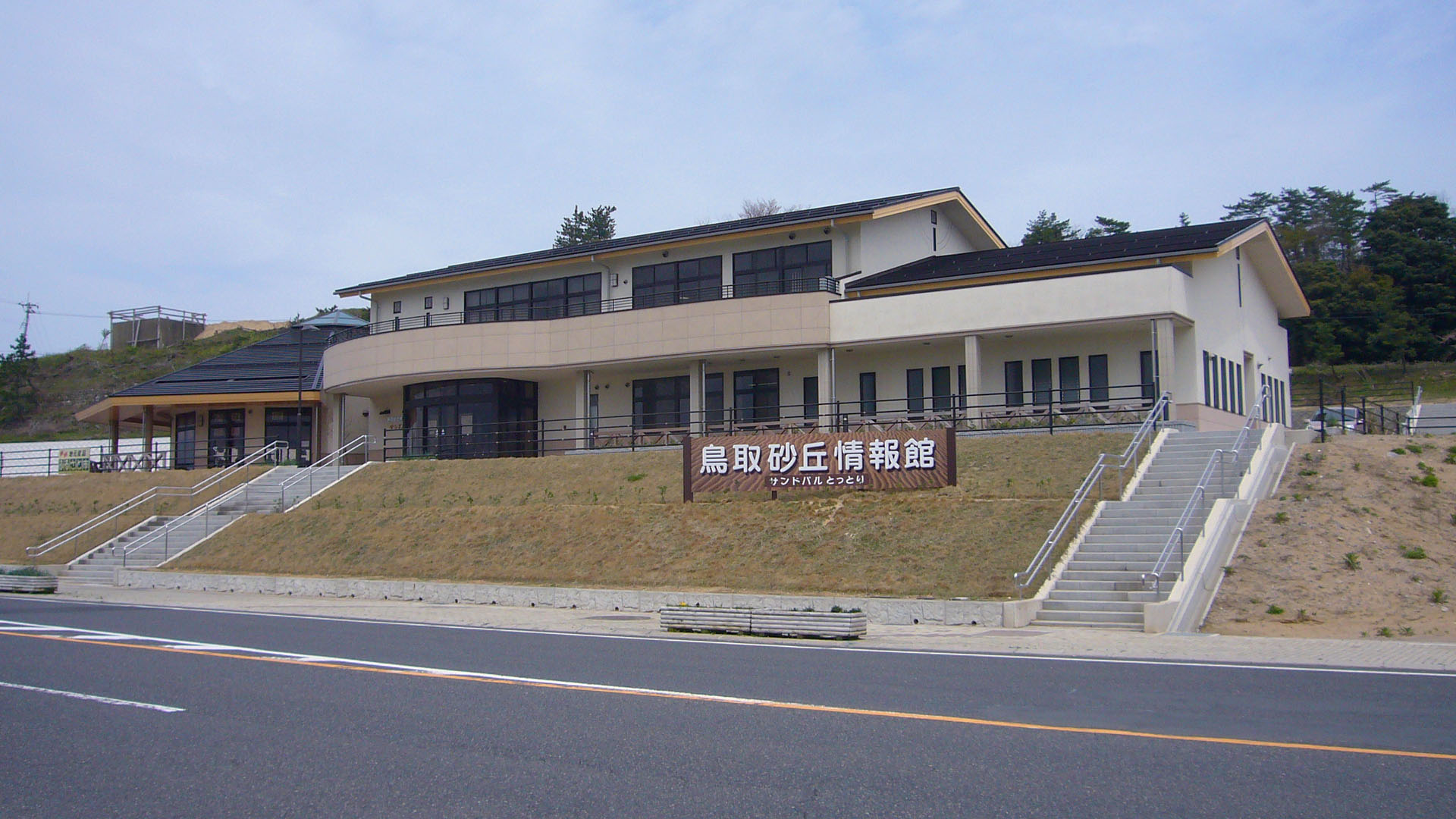
鳥取砂丘情報館

鳥取砂丘情報館（とっとりさきゅうじょうほうかん）は鳥取砂丘をはじめとする鳥取県内観光地の情報発信を行うための拠点施設。鳥取県鳥取市の鳥取砂丘の辺に位置する。
2006年より、砂の彫刻（砂像）の展示イベント砂の美術館を期間限定で定期的に開催している。第4期までは屋外、仮設テントでの展示をしていたが、2012年の第5期には全天候型の砂像展示施設が完成し、屋内メインの展示となった。

## 施設
- 1階
  - ギャラリー流音砂 - 日本画「砂」26枚連作（日本画家・松尾多英作）を展示
  - 情報交流館 - モニターではさまざまな情報を提供中（イベントや季節により異なる）。椅子と机も常備された憩いの場
  - 売店（鳥取砂丘情報館の建物と併設） - 鳥取のお土産、野菜、梨やらっきょうなど特産物の加工品、工芸品など販売
- 2階
  - 多目的室（予約制、一般人も無料で使用可）
  - 展望テラス - 砂丘を眺めることができる

## 建築概要
- 竣工 - 2005年
- 構造 - 鉄骨造、一部2階建
- 延床面積 - 738m2

## 利用情報
- 開館時間 - 9時～18時（「砂の美術館」開催期間は延長あり）
- 休館日 - なし（年中無休）
- 入館料 - 無料

## 砂の美術館
- 砂の美術館とは、鳥取砂丘情報館の隣接地で行われる期間限定のイベント。砂像彫刻家・茶圓勝彦プロデュース。

## 交通アクセス
鳥取駅から日ノ丸自動車・日本交通路線バス（路線番号：32・32H・33）で15分、「砂丘東口」下車、徒歩2分。鳥取駅から路線バス（路線番号：09・39）で21分、「砂の美術館前」下車、すぐ。
自家用車で来館の場合、入口目の前の専用無料駐車場、物産店駐車場、鳥取砂丘市営駐車場等を利用可。